# Хорольский городской совет
Хорольский городской совет (укр. Хорольська міська рада) — входит в состав Хорольского района Полтавской области Украины.
Административный центр городского совета находится в городе Хорол.

## Населённые пункты совета
- г. Хорол